# ウォル

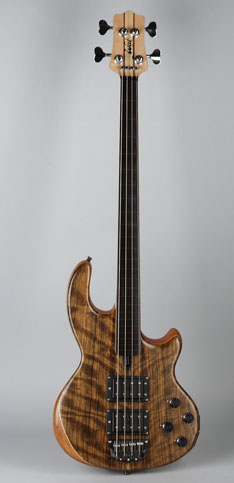
ウォル Mark II フレットレスベース

ウォル (Wal) は、イングランド、ハイ・ワイコム（現在は Leatherhead - Fetcham ）にあるエレクトリック・ウッド社のエレクトリックベースブランド。1974年に電気専門家のイアン・ウォラーと楽器職人のピート・スティーヴンスにより興された。ウォルのベースはエキゾチックウッドの使用とカスタム・エレクトロニクス、そして高品質で知られる。
初期のカスタムベースは、最初の客であるジョン・G・ペリー等、ロンドン一帯のトップスタジオベーシストに買われた。同じく初期のトリプルネックベースはリック・ウェイクマンが『地底探検』ツアーでベーシスト、ロジャー・ニューウェルに使用させるため購入した。このベースは後にイエスのクリス・スクワイアの手に渡り、ハードロックカフェに貸し出されている。後に短期間、手加工の革製ピックガードを備えたセミ・カスタムモデル（最初のモデルのオーナー、ジョン・グスタフソンの名からJGシリーズと名付けられた）が用意された。このモデルのオーナーにはジョン・エントウィッスル、ポール・シムノン、ゲイリー・ティブス、アラン・スペナー、パーシー・ジョーンズ等がいる。
ウォルベースの最初のフル・プロダクションは1978年に「プロシリーズ」として登場。JGシリーズの仕様（アッシュのソリッドボディ、メイプル/シデ/アマゾニアンハードウッドのネック、ローズウッドのフィンガーボード）を基にしているが、ピックガードは革製から大きなプラスティック製に置き換えられている。プロシリーズは1983年にカスタムシリーズに座を譲った。これには後のウォルの標準となるラミネートボディが導入されている。アメリカン・ウォルナット、シェデュア、hydua、インドシタン、ウェンジ等様々な木材がラミナとしてマホガニーコアの上に貼られる。
1980年代には5弦や6弦のモデルと、現在も継続する3つのボディシェイプ（MkI, MkII,MkIII）のバリエーションモデルが登場した。ミック・カーンはプロシリーズから初期のMkIの代表的なベーシストとして知られる。その後、その他の希少モデルも周期的に作られた。たとえばMIDIベース(MB4)や単純なパッシヴ回路のモデルである。
1988年、イアン・ウォラーが心臓発作で急死、その後もピート・スティーヴンス（十分に電気の勉強をした上で）は会社の経営を続けた。
後年、スティーヴンスはほとんど従業員を追加せず一人で働いた。このため、ウォルベースの生産力は非常に限定されたものになった。この製品不足と高い需要とがあいまって、（コレクターズアイテム化してしまい）入手困難なことで有名な楽器となった。ウォルの名声がまたこれに拍車をかけた。
2007年の第3四半期、ピート・スティーヴンスの健康上の理由で、個人的ベース製造をやめることが明かされた。公式ウェブサイトもこの時点で閉ざされた。しかし、スティーヴンスはウォルベースの将来に楽観的で、製造再開のため楽器職人を探している、と公表。また、製造機械を現在の安全基準に沿うよう入れ替えることは遅れており、生産再開はまだ先の話である、とした。
2009年、ピート・スティーヴンスと18年以上、Wal で共に仕事をしたPaul Hermanにより、Electric Woodは全ての活動を再開した。ピート・スティーヴンスは2011年12月28日に65歳で死去した。